# Henk Steeman
Hermanus Hendricus Steeman, detto Henk (Kralingen, 15 gennaio 1894 – L'Aia, 16 febbraio 1979), è stato un calciatore olandese, di ruolo centrocampista.

## Palmarès

### Nazionale
- Bronzo olimpico: 1

Olanda: Anversa 1920